# Костянтинівка (Голованівський район)
Костянти́нівка — село в Голованівській громаді Голованівського району Кіровоградської області України. Населення становить 8 осіб.

## Населення
Згідно з переписом УРСР 1989 року чисельність наявного населення села становила 41 особа, з яких 13 чоловіків та 28 жінок.
За переписом населення України 2001 року в селі мешкало 8 осіб. 100 % населення вказало своєю рідною мовою українську мову.